# خون و شرف
«خون و شرف» (به آلمانی: Blut und Ehre) از شعارهای مشهور حکومت آلمان نازی و مهم‌ترین شعار سازمان جوانان هیتلر بود
این شعار هم‌چنین امروزه نیز مورد استفاده برخی گروه‌های ناسیونال سوسیالیست است.

## اعتقاد به پاک بودن خون آلمانی
منظور از اشاعه این شعار در سازمان جوانان هیتلر این بود که نوجوانان آلمانی حاضرند خون خود را نثار شرف خویش کنند. اعتقاد به پاک‌بودن خون آلمانی و آلودگی خون یهودیان، کولی‌ها و دگراندیشان، بر اساس اعتقادات حزب نازی، شرف محسوب می‌شد.